# Martin Heix

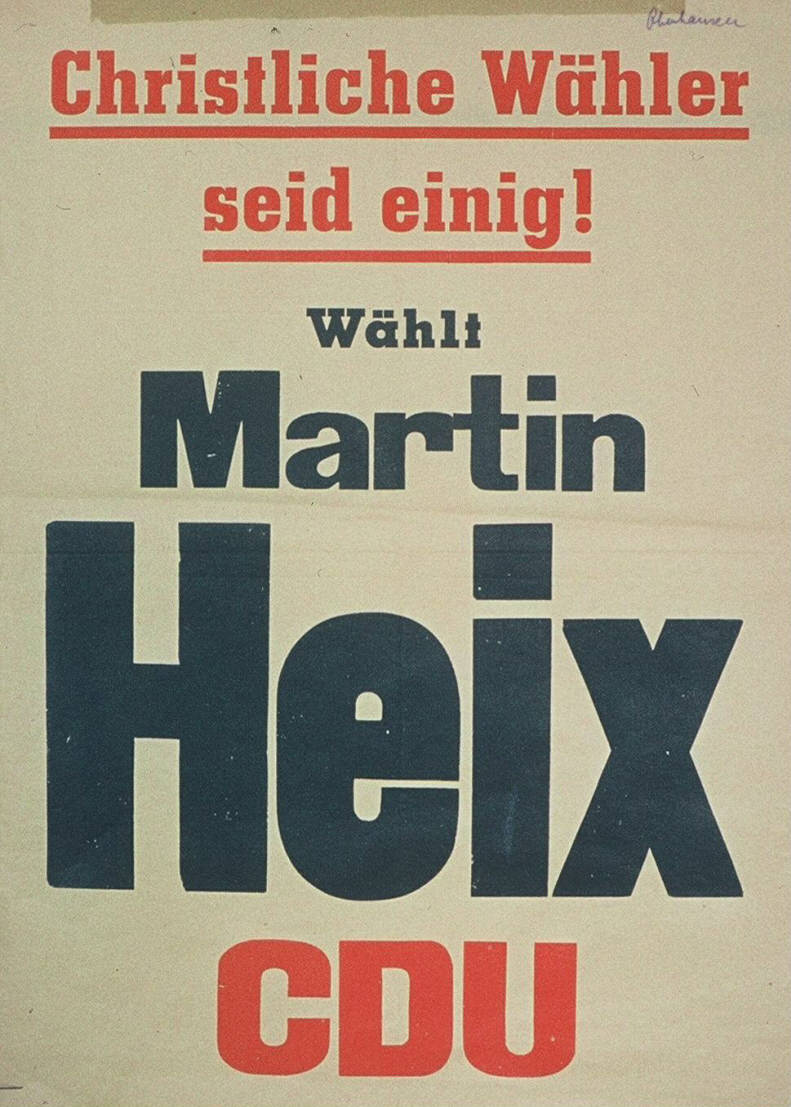
Kandidatenplakat Martin Heix' zur Bundestagswahl 1949

Martin Heix (* 2. September 1903 in Büderich; † 24. April 1977 in Oberhausen) war ein deutscher Politiker der CDU.

## Leben
Heix wurde im Kreis Moers geboren. Nach dem Besuch der Volksschule erlernte er das Maurerhandwerk. 1919 schloss er sich dem christlichen Bauarbeiterverband an und war in der Ortsgruppe in Büderich tätig. Nach der Ausbildung wurde er 1922 in den Betriebsrat seines Arbeitgebers gewählt. 1924 gehörte zu den Mitbegründern des Reichsbanners Schwarz-Rot-Gold in seinem Heimatort. Er wurde in der Katholischen Arbeitnehmerbewegung (KAB) aktiv und war seit 1927 hauptberuflich als Sekretär der katholischen Werkjugend beschäftigt. 1930 wurde er Arbeitersekretär der KAB für den Bezirk Oberhausen-Mülheim-Kettwig in Oberhausen.
Nach der nationalsozialistischen „Machtergreifung“ blieb Heix in Oberhausen bei der KAB aktiv, wenngleich mit eingeschränkten Handlungsmöglichkeiten und unter kontinuierlicher Überwachung durch die Gestapo. Am 18.  Juni 1937 wurde er nach einem Haftbefehl des Amtsgerichts Oberhausen wegen Verdachts der „Vorbereitung zum Hochverrat und Verstoß gegen das Heimtückegesetz“ vorübergehend in Schutzhaft genommen. Das Verfahren vor dem Sondergericht in Hamm wurde am 31. Juli 1937 eingestellt, anschließend kam er bis zum 24. September 1937 in Schutzhaft. 1938 heiratete er und wurde zwei Jahre später bis zum Ende des Zweiten Weltkriegs als Wehrmachtssoldat eingesetzt. 1945 geriet er in Belgien in Kriegsgefangenschaft und ließ sich nach seiner Entlassung ab 1946 wieder in Oberhausen nieder. 1950 gründete er die katholisch orientierte Siedlungsgemeinschaft Kolping-Ketteler. Nachdem diese 1952 in der Heimbau-Wohnungsgenossenschaft Oberhausen aufgegangen war, wurde er deren Aufsichtsratsvorsitzender. Im selben Jahr wurde er Landesvorsitzender der Arbeitsgemeinschaft christlicher Berufs- und Standesorganisationen Rheinland.

## Partei
Seit 1918 war Heix Mitglied der Zentrumspartei. Nach dem Zweiten Weltkrieg beteiligte er sich an der Gründung der CDU in Oberhausen, deren Vorsitzender er von 1946 bis 1962 war. Er gehörte auch der Vereinigung der Christlich-Demokratischen Arbeitnehmerschaft (CDA) an.

## Abgeordneter
Kurzzeitig noch 1933 und von 1946 bis 1976 war Heix Stadtverordneter in Oberhausen, 1946 bis 1948 und 1950 bis 1956 als CDU-Fraktionsvorsitzender im Rat der Stadt Oberhausen.
Heix gehörte 1946/47 dem ernannten Landtag von Nordrhein-Westfalen, der die Landesverfassung ausarbeitete, an. Von 1949 bis 1965 gehörte er dem Deutschen Bundestag an. Bei den Wahlen von 1949, 1957 und 1961 gewann er das Direktmandat im Wahlkreis Oberhausen. Bei der zweiten Bundestagswahl 1953 kandidierte er im Rahmen einer Wahlabsprache zwischen CDU und Zentrum auf Platz zwei der Landesliste Nordrhein-Westfalen der Zentrumspartei als Kompensation dafür, dass die CDU dem Zentrum den Wahlkreis Oberhausen dessen Bundesvorsitzendem Johannes Brockmann überließ. Ab 1956 war er auch Mitglied im Verteidigungsausschuss des Deutschen Bundestages. Bei der Bundestagswahl 1965 verlor er das Direktmandat an die Oberhausener Oberbürgermeisterin Luise Albertz (SPD) und schied, da er nicht auf der Landesliste abgesichert war, aus dem Bundestag aus.

## Öffentliche Ämter
Von 1948 bis 1952 war Heix Bürgermeister von Oberhausen.

## Ehrungen

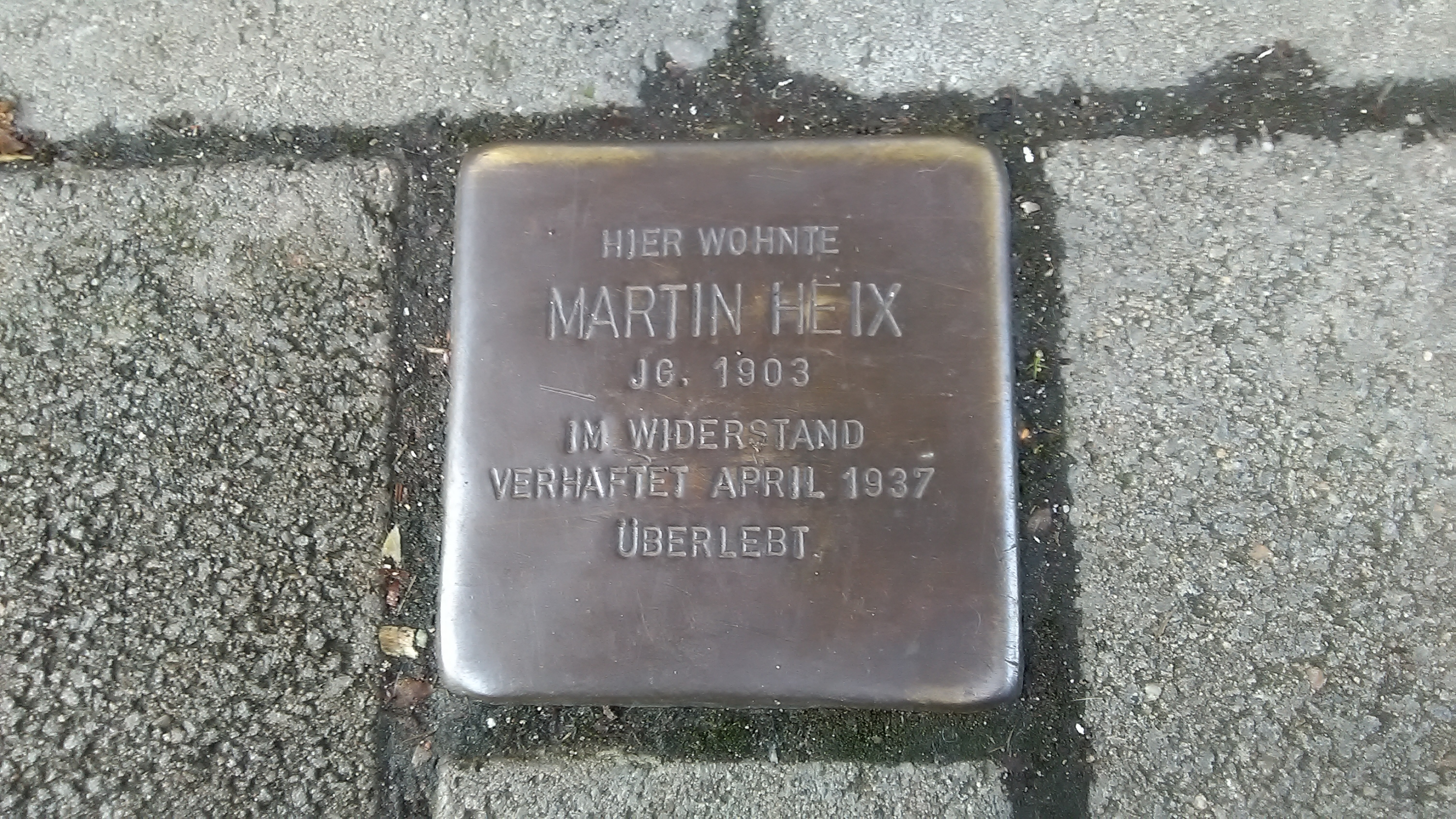
Stolperstein in Oberhausen

- 1953: Verdienstkreuz (Steckkreuz) der Bundesrepublik Deutschland
- 1962: Ehrenring der Stadt Oberhausen
- 1963: Komtur vom Orden des Hl. Papstes Silvester
- 1969: Großes Verdienstkreuz der Bundesrepublik Deutschland
- Im Oberhausener Ortsteil Styrum ist der Martin-Heix-Platz nach ihm benannt.
- Im Dezember 2009 wurde für ihn in Oberhausen ein Stolperstein verlegt.

## Einzelnachweis
1. ↑  Faksimile des Schutzhaftbefehls, in: Kirche in Oberhausen, Bd. 3: Kirche und NS-Zeit in Oberhausen. Kath. Stadthaus, Oberhausen 1986, S. 56.

| Personendaten    | Personendaten                       |
| ---------------- | ----------------------------------- |
| NAME             | Heix, Martin                        |
| KURZBESCHREIBUNG | deutscher Politiker (CDU), MdL, MdB |
| GEBURTSDATUM     | 2. September 1903                   |
| GEBURTSORT       | Büderich                            |
| STERBEDATUM      | 24. April 1977                      |
| STERBEORT        | Oberhausen                          |